# Apamea ochrea
Apamea ochrea là một loài bướm đêm trong họ Noctuidae.